# Coupe d'Europe des clubs champions de basket-ball 1994-1995
Navigation
Édition précédente Édition suivante
La Coupe d'Europe des clubs champions de basket-ball 1994-1995 est la 38e édition de la Coupe d'Europe des clubs champions de basket-ball masculine, compétition qui rassemble les meilleurs clubs de basket-ball du continent européen,.

## Format de compétition
- 40 équipes (le tenant du titre de la coupe, les champions nationaux et un nombre variable d'autres clubs des principaux championnats nationaux) disputent des tours préliminaires à domicile et à l'extérieur. Le score cumulé des deux matchs détermine le vainqueur.
- Les seize équipes restantes après les tours préliminaires accèdent à la phase de groupes de la saison régulière, réparties en deux groupes de huit équipes, jouant selon un système de poules. Le classement final est basé sur les victoires et les défaites. En cas d'égalité entre deux équipes ou plus après la phase de groupes, les critères suivants sont utilisés pour déterminer le classement final : 1) nombre de victoires lors des confrontations directes entre les équipes ; 2) différence de points entre les équipes ; 3) différence de points générale au sein du groupe.
- Les quatre meilleures équipes de chaque groupe après la phase de groupes de la saison régulière sont qualifiées pour les quarts de finale (qualification au meilleur des trois matchs).
- Les quatre vainqueurs des quarts de finale sont qualifiés pour le Final Four.

## Tours préliminaires

### 1ertour
Le premier tour se déroule les 8 et 15 septembre 1994.
| Équipe 1                 | Score   | Équipe 2                | Aller  | Retour |
| ------------------------ | ------- | ----------------------- | ------ | ------ |
| Résidence                | 126–168 | Bioveta COOP Banka Brno | 73–89  | 53–79  |
| AEK Larnaca              | 40–0*   | Levski Sofia            | 20–0   | 20–0   |
| Sloboda Dita             | 124–180 | KK Split                | 68–99  | 56–81  |
| BK Boudivelnyk Kyïv      | 199–153 | Śląsk Wrocław           | 100–70 | 99–83  |
| Vita Tbilissi            | 175–188 | ASK Brocēni Riga        | 80–88  | 95–100 |
| Adelin Pogradec          | 151–222 | BK Prievidza            | 78–99  | 73–123 |
| Budapest Honvéd          | 163–155 | KK Rabotnički Skopje    | 99–82  | 64–73  |
| Tallinn                  | 168–199 | Kärcher Hisings-Kärra   | 70–105 | 98–94  |
| Thames Valley Tigers     | 174–156 | Lanèche Weert           | 96–94  | 78–62  |
| Dinamo Bucarest          | 129–190 | CSKA Moscou             | 64–92  | 65–98  |
| Möllersdorf Traiskirchen | 133–178 | Hapoël Tel Aviv         | 75–86  | 58–92  |
| KTP                      | 157–197 | Fidefinanz Bellinzona   | 74–86  | 83–111 |

*Le Levski Sofia déclare forfait avant le match aller. L'AEK Larnaca est déclaré vainqueur (20-0) pour chaque match.

## 2etour
Le deuxième tour se déroule les 29 septembre et 6 octobre 1994.
| Équipe 1                | Score   | Équipe 2             | Aller  | Retour |
| ----------------------- | ------- | -------------------- | ------ | ------ |
| Bioveta COOP Banka Brno | 109–155 | Limoges CSP          | 52–71  | 57–84  |
| AEK Larnaca             | 154–250 | FC Barcelone         | 95–122 | 59–128 |
| KK Split                | 142–155 | Bayer 04 Leverkusen  | 73–65  | 69–90  |
| BK Boudivelnyk Kyïv     | 155–162 | Panathinaïkós        | 87–79  | 68–83  |
| ASK Brocēni Riga        | 156–168 | Joventut Badalona    | 77–68  | 79–100 |
| Baník Cígeľ Prievidza   | 157–208 | Cibona               | 82–105 | 75–103 |
| Žalgiris Kaunas         | 150–207 | Scavolini Pesaro     | 77–91  | 73–116 |
| Budapest Honvéd         | 174–190 | Benfica Lisbonne     | 85–94  | 89–96  |
| Kärcher Hisings-Kärra   | 144–173 | Efes Pilsen Istanbul | 81–85  | 63–88  |
| Thames Valley Tigers    | 138–180 | Buckler Bologne      | 62–82  | 76–98  |
| CSKA Moscou             | 178–166 | Olympique Antibes    | 104–77 | 74–89  |
| Hapoël Tel Aviv         | 148–152 | PAOK Salonique       | 82–70  | 66–82  |
| Fidefinanz Bellinzona   | 111–144 | Maccabi Tel Aviv     | 49–55  | 62–89  |
| KK Olimpija             | 148–136 | RC Malines           | 85–61  | 63–75  |

## Saison régulière
La saison régulière se dispute du 27 octobre 1994 au 23 février 1995.

### Groupe A
| Rang | Équipe           | Pts | J  | G  | P  | Pp   | Pc   | Diff |  | Résultats (dom.\ext.) | P     |       |        |       |       | S     |       |        |
| ---- | ---------------- | --- | -- | -- | -- | ---- | ---- | ---- |  | --------------------- | ----- | ----- | ------ | ----- | ----- | ----- | ----- | ------ |
| 1    | Panathinaïkós    | 24  | 14 | 10 | 4  | 1059 | 982  | 77   |  | Panathinaïkós         |       | 77-64 | 101-77 | 87-72 | 63-62 | 72-63 | 79-66 | 80-60  |
| 2    | Real Madrid      | 22  | 14 | 9  | 5  | 1052 | 989  | 63   |  | Real Madrid           | 66-68 |       | 97-81  | 88-75 | 76-64 | 69-52 | 74-72 | 70-54  |
| 3    | CSKA Moscou      | 22  | 14 | 9  | 5  | 1203 | 1162 | 41   |  | CSKA Moscou           | 77-70 | 84-82 |        | 85-86 | 87-78 | 85-73 | 94-80 | 103-61 |
| 4    | Scavolini Pesaro | 22  | 14 | 9  | 5  | 1148 | 1108 | 40   |  | Scavolini Pesaro      | 92-69 | 89-76 | 75-92  |       | 79-74 | 82-70 | 81-75 | 88-75  |
| 5    | Maccabi Tel Aviv | 20  | 14 | 8  | 6  | 1113 | 1104 | 9    |  | Maccabi Tel Aviv      | 92-91 | 93-85 | 92-89  | 80-75 |       | 75-84 | 79-61 | 86-75  |
| 6    | PAOK Salonique   | 18  | 14 | 6  | 8  | 1037 | 1046 | -9   |  | PAOK Salonique        | 80-70 | 57-73 | 80-81  | 84-73 | 79-62 |       | 85-66 | 74-68  |
| 7    | Smelt Olimpija   | 12  | 14 | 3  | 11 | 1026 | 1102 | -76  |  | Smelt Olimpija        | 62-65 | 61-66 | 85-88  | 84-87 | 79-86 | 87-81 |       | 64-56  |
| 8    | Benfica Lisbonne | 10  | 14 | 2  | 12 | 970  | 1115 | -145 |  | Benfica Lisbonne      | 49-67 | 62-66 | 102-80 | 69-88 | 81-90 | 77-75 | 81-84 |        |

### Groupe B
| Rang | Équipe               | Pts | J  | G  | P  | Pp   | Pc   | Diff |  | Résultats (dom.\ext.) |       |       |        |       |       | B      |       | J      |
| ---- | -------------------- | --- | -- | -- | -- | ---- | ---- | ---- |  | --------------------- | ----- | ----- | ------ | ----- | ----- | ------ | ----- | ------ |
| 1    | Limoges              | 24  | 14 | 10 | 4  | 983  | 911  | 72   |  | Limoges               |       | 66-59 | 81-63  | 68-60 | 76-57 | 69-57  | 63-47 | 76-67  |
| 2    | Olympiakós           | 22  | 14 | 9  | 5  | 1086 | 958  | 128  |  | Olympiakós            | 73-76 |       | 101-69 | 89-64 | 56-79 | 99-78  | 82-70 | 84-53  |
| 3    | Cibona Zagreb        | 20  | 14 | 8  | 6  | 1049 | 1060 | -11  |  | Cibona Zagreb         | 76-69 | 60-69 |        | 75-79 | 79-59 | 97-84  | 84-94 | 71-69  |
| 4    | Buckler Beer Bologne | 20  | 14 | 8  | 6  | 1072 | 1023 | 49   |  | Buckler Beer Bologne  | 74-59 | 72-68 | 84-86  |       | 68-54 | 102-90 | 94-80 | 96-77  |
| 5    | Efes Pilsen          | 20  | 14 | 8  | 6  | 900  | 912  | -12  |  | Efes Pilsen           | 64-69 | 42-77 | 67-62  | 54-48 |       | 81-76  | 77-66 | 61-46  |
| 6    | FC Barcelone         | 20  | 14 | 8  | 6  | 1095 | 1079 | 16   |  | FC Barcelone          | 84-81 | 79-64 | 70-74  | 76-70 | 61-53 |        | 75-64 | 104-84 |
| 7    | Bayer Leverkusen     | 12  | 14 | 4  | 10 | 1009 | 1100 | -91  |  | Bayer Leverkusen      | 74-69 | 75-89 | 74-90  | 87-80 | 58-68 | 77-87  |       | 70-53  |
| 8    | Joventut Badalona    | 2   | 14 | 1  | 13 | 923  | 1074 | -151 |  | Joventut Badalona     | 56-61 | 75-76 | 60-63  | 60-81 | 70-84 | 64-74  | 89-73 |        |

## Quarts de finale
Ces quarts de finale se disputent les 9, 14 et 16 mars 1995.
L'équipe première nommée dispute la première rencontre à domicile. La seconde, et si nécessaire la manche décisive, se déroule dans la salle de la seconde équipe.
| Équipe           | Score | Équipe        | 1re manche | 2e manche | 3e manche |
| ---------------- | ----- | ------------- | ---------- | --------- | --------- |
| Buckler Bologne  | 1 - 2 | Panathinaïkós | 78 - 65    | 55 - 63   | 56 - 99   |
| Cibona Zagreb    | 0 - 2 | Real Madrid   | 78 - 82    | 70 - 82   | -         |
| Scavolini Pesaro | 1 - 2 | Limoges CSP   | 68 - 55    | 66 - 79   | 72 - 82   |
| CSKA Moscou      | 1 - 2 | Olympiakós    | 95 - 65    | 77 - 86   | 54 - 79   |

## Final Four
|  | Demi-finales                                           | Demi-finales                                           |             |    | Finale                                                 | Finale                                                 |
|  | Demi-finales                                           | Demi-finales                                           |             |    | Finale                                                 | Finale                                                 |
|  |                                                        |                                                        |             |    |                                                        |                                                        |
|  | 11 avril, 19h00 - Saragosse (Pavillon Príncipe Felipe) | 11 avril, 19h00 - Saragosse (Pavillon Príncipe Felipe) |             |    | 13 avril, 21h30 - Saragosse (Pavillon Príncipe Felipe) | 13 avril, 21h30 - Saragosse (Pavillon Príncipe Felipe) |
|  | 11 avril, 19h00 - Saragosse (Pavillon Príncipe Felipe) | 11 avril, 19h00 - Saragosse (Pavillon Príncipe Felipe) |             |    | 13 avril, 21h30 - Saragosse (Pavillon Príncipe Felipe) | 13 avril, 21h30 - Saragosse (Pavillon Príncipe Felipe) |
|  | Limoges CSP                                            | 49                                                     |             |    | 13 avril, 21h30 - Saragosse (Pavillon Príncipe Felipe) | 13 avril, 21h30 - Saragosse (Pavillon Príncipe Felipe) |
|  | Limoges CSP                                            | 49                                                     |             |    | 13 avril, 21h30 - Saragosse (Pavillon Príncipe Felipe) | 13 avril, 21h30 - Saragosse (Pavillon Príncipe Felipe) |
|  | Real Madrid                                            | 62                                                     |             |    | 13 avril, 21h30 - Saragosse (Pavillon Príncipe Felipe) | 13 avril, 21h30 - Saragosse (Pavillon Príncipe Felipe) |
|  | Real Madrid                                            | 62                                                     | Real Madrid | 73 |                                                        |                                                        |
|  | 11 avril, 21h00 - Saragosse (Pavillon Príncipe Felipe) |                                                        | Real Madrid | 73 |                                                        |                                                        |
|  |                                                        | Olympiakós                                             | 61          |    |                                                        |                                                        |
|  | Panathinaïkós                                          | Olympiakós                                             | 61          | 52 |                                                        |                                                        |
|  | Panathinaïkós                                          |                                                        |             | 52 |                                                        |                                                        |
|  | Olympiakós                                             | 58                                                     |             |    |                                                        |                                                        |
|  | Olympiakós                                             | 58                                                     | 3e place    |    |                                                        |                                                        |
|  |                                                        |                                                        |             |    |                                                        |                                                        |
|  | 13 avril, 19h30 - Saragosse (Pavillon Príncipe Felipe) |                                                        |             |    |                                                        |                                                        |
|  |                                                        |                                                        |             |    |                                                        |                                                        |
|  | Limoges CSP                                            | 77                                                     |             |    |                                                        |                                                        |
|  | Limoges CSP                                            | 77                                                     |             |    |                                                        |                                                        |
|  | Panathinaïkós                                          | 91                                                     |             |    |                                                        |                                                        |
|  | Panathinaïkós                                          | 91                                                     |             |    |                                                        |                                                        |

## Équipe victorieuse
Joueurs : 
- No 4 José Lasa ( Espagne)
- No 5 Ismael Santos ( Espagne)
- No 6 Javier García Coll ( Espagne)
- No 7 José Biriukov ( Espagne)
- No 8 Joe Arlauckas ( États-Unis)
- No 9 José Miguel Antúnez ( Espagne)
- No 11 Arvydas Sabonis ( Lituanie)
- No 12 Martín Ferrer ( Espagne)
- No 13 Josep Cargol ( Espagne)
- No 15 Antonio Martín Espina ( Espagne)

Entraîneur :  Željko Obradović ( Serbie-et-Monténégro)

## Récompenses individuelles
| Catégorie                      | Joueur            | Équipe          |
| ------------------------------ | ----------------- | --------------- |
| Meilleur marqueur              | Predrag Danilović | Buckler Bologne |
| MVP du Final Four              | Arvydas Sabonis   | Real Madrid     |
| Meilleur marqueur de la finale | Arvydas Sabonis   | Real Madrid     |

### 5 majeur du Final Four
| Joueur               | Club          |
| -------------------- | ------------- |
| José Miguel Antúnez  | Real Madrid   |
| Ismael Santos        | Panathinaïkós |
| Edward Arnet Johnson | Olympiakós    |
| Joe Arlauckas        | Real Madrid   |
| Arvydas Sabonis      | Real Madrid   |